# Joo Se-hyuk
Joo Se-Hyuk, född den 20 januari 1980 i Seoul, Sydkorea, är en sydkoreansk bordtennisspelare som tog OS-silver i herrlagstävlingen vid olympiska sommarspelen 2012 i London.
Vid världsmästerskapen i bordtennis 2016 i Kuala Lumpur tog han VM-silver med det sydkoreanska landslaget.